# Ашурали Захири
 Ашурали Захири  (12 мая 1885, Коканд — 4 октября 1937) —- узбекский общественный деятель, журналист, просветитель, крупный деятель джадидского движения.

## Биография
Ашурали Захири родился в 1885 году в деревне Ойим близ Коканда, где родились такие знаменитые поэты, как Мукими, Фуркат, Хамза и Завки. Сначала он учился здесь в мактабе — старометодной школе.
С 1908 по 1913 год он преподавал в Новометодной школе. Учился в медресе Мухаммеда Алихана (Мадалихана) в Коканде (1914). Он преподавал узбекский язык и литературу в русско-туземной школе и основал в Коканде частное издательство под названием «Гайрат». Работал литературным работником в газетах «Садои Фергана» (1916-21), «Фергана» (1922-28).
Он основал новометодную школу Дорулмуаллимин в Коканде. Совместно с С. Аксовым он написал учебник для школьников под названием «Тюркская хрестоматия или национальная книга» (1912). Он первым написал учебник «Правописание» для начальной школы на узбекском языке (издан в Казани, 1916). В номере газеты «Садой Фергана» (3 апреля 1914 г.), в частности, он писал: «газета является языком каждой нации. Без газеты нация не имеет языка. Нация без языка и литературы не является нацией» (Садойи Фаргона, 1914, № 1).
В 1914 году написал специальную статью под названием «Родной язык», в которой подчеркнул важную роль и значение произведения Алишера Навои «Мухокамат-уль-луг’атайн» в истории узбекского языка. Проводил текстовые исследования произведений Алишера Навои «Мухокамат ул-Лугатайн» и «Вакфия» и издал «Мухокамат уль-Лугатайн» в 1916 году.
В 1912—1919 годах активно занимался педагогической и журналистской деятельностью. В 1917—1918 годах работал редактором официального печатного органа Туркестанской автономии — газеты «Эл байроғи» и внёс существенный вклад в развитие идей автономии Туркестана и распространение их среди народа.
Им был составлен русско-узбекский словарь (1925). В сотрудничестве с Чулпаном он опубликовал сборник «Фрагменты литературы» (1926).

## Гибель
Впервые был арестован НКВД в 1930 году и приговорён к десяти годам заключения, но позже был освобождён. В 1937 году советские власти арестовали его снова, и он был расстрелян.